# Sašimi

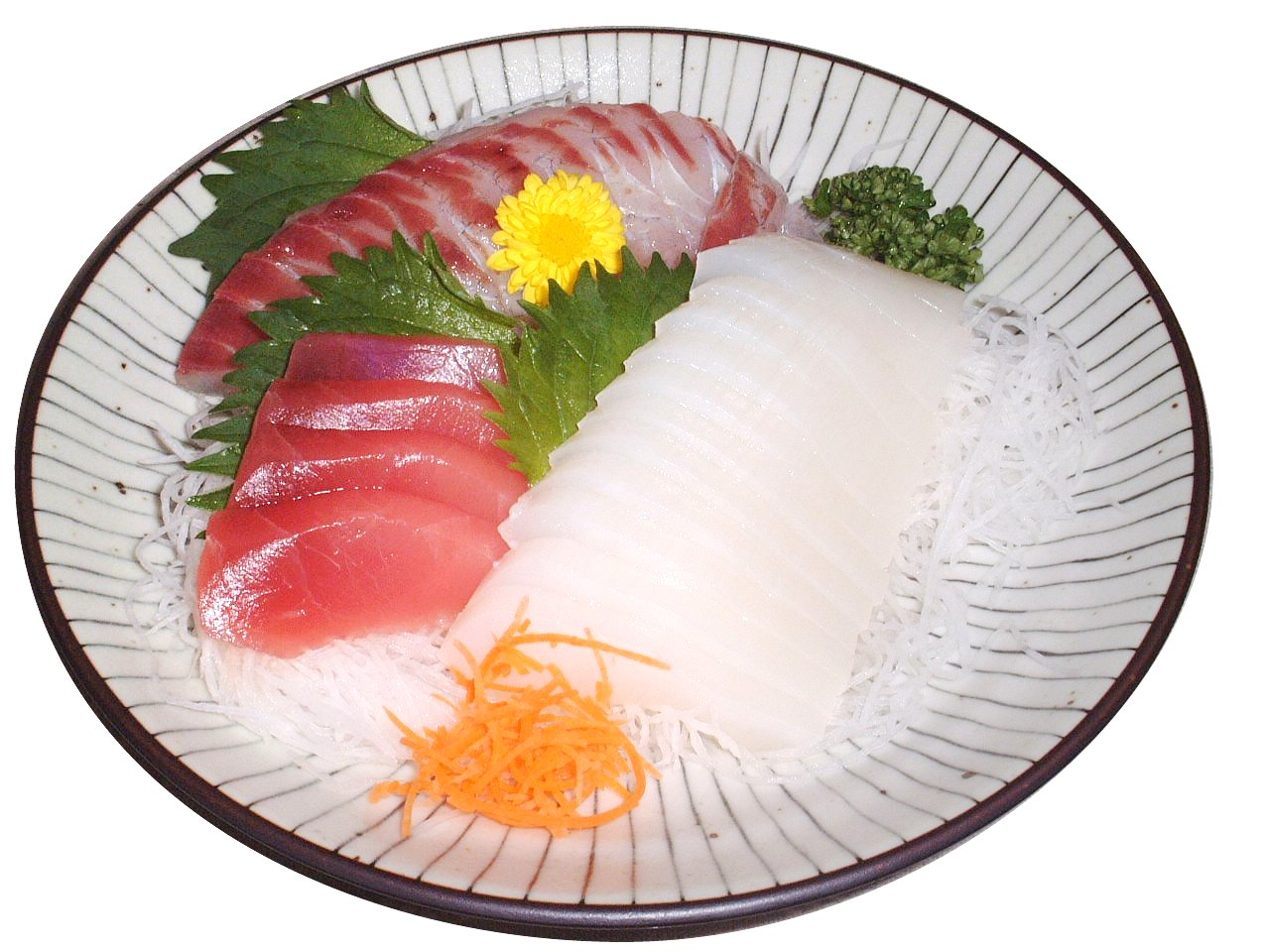
Sašimi

Sašimi (japonsky 刺身), doslova propichované maso, je japonský pokrm, skládající se ze syrového masa ryb nebo jiných mořských plodů, nakrájeného na plátky asi 2,5 cm široké, 4 cm dlouhé a asi 0,5 centimetru silné (rozměry se mohou lišit), podávaný s omáčkou na namáčení (sójová omáčka s wasabi, na tenké plátky krájený zázvorový kořen či citrusová omáčka ponzu) a jednoduše ozdobený, někdy také podávaný s obdobně krájeným kořenem ředkve. Je tradičně pokládán za nejchutnější japonskou pochoutku, často slouží jako první chod při formálním japonském jídle. Obvykle se připravuje z lososa, tuňáka, makrely nebo sépie. Má však celou řadu variant, např. basaši, kdy je tímto způsobem upraveno koňské maso, torisaši ze syrového kuřecího masa nebo tessa z masa ryby fugu. Podobným pokrmem je tataki, připravované z krátce povařeného nebo podušeného masa.